# Неохори (дем Синтика)
Вижте пояснителната страница за други значения на Неохори.
Неохори (на гръцки: Νεοχώρι, Неохори, катаревуса: Νεοχώριον, Неохорион) е село в Гърция, Егейска Македония, дем Синтика на област Централна Македония.

## География
Селото е разположено в подножието на Беласица, на север от Бутковското езеро, от дясната страна на железопътната линия, на североизток от Джума махала (Ливадия) и на югозапад от изоставеното Липош (Филира).